# Theodor Lente
Theodor Lente (født 16. marts 1605 i Osnabrück, død 20. februar 1668) var en dansk statsmand.
Lente blev efter at have studeret retsvidenskab og en tid rejst i udlandet som hovmester for unge adelsmænd 1637 kammersekretær hos Christian IV's søn, hertug Frederik, dengang ærkebiskop i Bremen. Han kom snart i høj gunst hos sin herre, fulgte ham 1648 til Danmark, stadig som kammersekretær, og fik i de følgende år betydelig indflydelse, særlig på den udenrigske politiks område.
Han var nemlig efter kansler Ditlev Reventlovs fald 1648, hvortil han havde bidraget, hvad han kunne, den egentlige leder af Tyske Kancelli, da oversekretæren Frederik Günther nu var gammel og uden indflydelse. Han nævnes i disse år stadig ved siden af Christoffer Gabel som en af de indflydelsesrigeste af kongens tyske rådgivere, men om hans personlige politiske anskuelser vides for øvrigt ikke meget; dog ses han 1657 at have skyndet stærkt til krig mod Sverige.
Efter Enevældens indførelse blev han november 1660 udnævnt til råd, tysk kansler og medlem af Statskollegiet. Hans indflydelse var dog ikke så stor efter 1660 som før. Han kom snart i et spændt forhold til Gabel, og svageligt helbred nødte ham til stadig mere og mere at forsømme sine forretninger. 1667 måtte Körbitz endog ligefrem overtage hans forretninger som kansler i Tyske Kancelli.
Han havde ord for at være meget bestikkelig, og skal have efterladt sig en stor formue. To af hans sønner, Christian og Johan Hugo, der begge 1682 optoges i den danske adelsstand, kom i den følgende tid til at indtage høje stillinger i statens tjeneste. Hans hustru, Magdalena Schönbach (1612 Slesvig-30/3 1679 København), var en datter af dr. Johann Schönbach (1572 Lübeck-1635), senior ved domkapitlet i Slesvig, og Regina Finckelthaus(en) (født i Lepzig; + 1652), datter af dr. Lorenz Diederich Finckelthaus, «Prosyndicus» i Lübeck, og gift 2. gang i 1636 med Lucas v. Eitzen (vom Bären)(1603-1652), domherre i Hamburg 1620 og domkapitlets senior 1645.